# Rhynchodemidae
Famille
Les Rhynchodemidae sont une ancienne famille de vers plats (ou Plathelminthes) terrestres, désormais rattachée à la famille des Geoplanidae. La famille incluait quelques genres rencontrés en Europe, tels Rhynchodemus ou Microplana, et d'autres trouvés dans les pays de l'Hémisphère Sud, tels Platydemus.

## Systématique
Le nom valide complet avec auteur de ce taxon est Rhynchodemidae Graff, 1896.
Ce taxon est invalide, ayant été descendu dans la hiérarchie des taxons. En effet, dans une classification de 2009 basée en partie sur des données moléculaires, la famille des Rhynchodemidae est ramenée au niveau de sous-famille des Rhynchodeminae Graff, 1896, cette dernière sous-famille étant incluse dans la famille des Geoplanidae.

### Reclassement des sous-taxons
Avant d'être déclarée invalide, la famille des Rhynchodemidae regroupait les sous-familles suivantes :
- Desmorhynchinae Heinzel, 1929 ;
- Microplaninae Pantin, 1953 ;
- Rhynchodeminae Heinzel, 1929.

La sous-famille des Desmorhynchinae, contenait un seul genre, Desmorhynchus Heinzel, 1929. Ce genre est, d'après ITIS (5 février 2024), remplacé par Rhynchodemus Leidy, 1851, dans la tribu des Rhynchodemini Heinzel, 1929.
La sous-famille des Microplaninae reste un taxon valide. Elle est déplacée en tant que sous-famille des Microplaninae au sein de la famille des Geoplanidae.
La sous-famille des Rhynchodeminae Heinzel, 1929 devient invalide. Il ne faut pas la confondre avec la sous-famille des Rhynchodeminae Graff, 1896, qui remplace la présente famille des Rhynchodemidae. Les genres contenus dans les Rhynchodeminae Heinzel, 1929 rejoignent la tribu des Rhynchodemini Heinzel, 1929, au sein de la sous-famille des Rhynchodeminae Graff, 1896, sauf le genre Diporodemus Hyman, 1938, qui est reclassé dans la sous-famille des Microplaninae.

### Pour la famille obsolète desRhynchodemidae
- (en) Animal Diversity Web : Rhynchodemidae
- (fr + en) ITIS : Rhynchodemidae Graff, 1896 (consulté le 5 février 2024)
- (en) WoRMS : Rhynchodemidae Graff, 1896 (+ liste espèces) (consulté le 5 février 2024)

### Pour le genre obsolèteDesmorhynchus
- (fr + en) ITIS : Desmorhynchus  Heinzel, 1929 (consulté le 5 février 2024)